# Russell Cassanova
Russell Cassanova  (* 4. April 1991 in Corozal) ist ein belizischer Fußballspieler.

## Karriere

### Im Verein
Cassanova startete seine Karriere beim Verein Nizhee Corozal. Dort gab er im Jahre 2009 sein Seniorendebüt in der Belize Bank Super League. Nach zwei Jahren verließ der Stürmers den Verein und wechselte zu Suga Boys Juventus Orange Walk. Dort spielte er ein halbes Jahr und wechselte anschließend zum San Antonio FC. Am 18. Dezember 2012 wurde Casanova mit seiner Mannschaft Meister und zum Most Valuable Player der Inter-District Champion of Champions gewählt.

### International
Cassanova ist Nationalspieler von Belize und gab sein inoffizielles Länderspieldebüt im Freundschaftsspiel gegen den mexikanischen Viertligisten Tigrillos of Quintana Roo. Er nahm im Januar 2013 an der Copa Centroamericana teil und gab sein offizielles Länderspieldebüt im ersten Gruppenspiel gegen die costa-ricanische Fußballnationalmannschaft im Rahmen des Turnieres. Am 23. Januar 2013 zog er erstmals mit der Nationalmannschaft in das Halbfinale des Central American Cups ein.

## Privates
Cassanova der in Corozal geboren wurde, besuchte das Centro Escolar México in San Román, Corozal District. Sein älterer Bruder Randy ist ehemaliger Nationalspieler von Belize.